# Angela’s Park
Angela's Park war eine deutsche Pop-Band aus Berlin.

## Geschichte
Die Band wurde Anfang 2006 in Berlin gegründet. Der Name „Angela’s Park“ entstand „...aus der Idee heraus, einen Ort zu gestalten, an dem alles möglich ist, wo eine Vorstellung alleine schon ausreicht, um glücklich zu sein.“
Das erste Angela’s-Park-Konzert fand am 6. Oktober 2006 im Berliner Club Lovelight statt, und von da an wuchs der Park und spielte eine Reihe von Konzerten in ganz Deutschland so auch als Support für Virginia Jetzt! und EL*KE. Als MySpace-Gewinner-Band außerdem auf der Jugendmesse YOU 2007 in Berlin. Im Januar 2008 wurde die erste EP Essen für die Seele in Eigenregie veröffentlicht. Außerdem haben Angela’s Park eine Coverversion des Pankow-Klassikers Wetten Du Willst für das Magazin Spiesser aufgenommen und den Song Zeit ist nichts für Liebe zum Soundtrack des Kinofilms Mitfahrgelegenheit beigesteuert. 2008 gewann die Band den Panikpreis 2008 der Udo Lindenberg Stiftung. Im Oktober 2008 begleitete Angela’s Park Udo Lindenberg und das Panikorchester auf seiner „Stark wie Zwei“-Tour. Am 13. Februar 2009 trat Angela’s Park beim 5. Bundesvision Song Contest für Sachsen-Anhalt an und belegten den letzten Platz. Sie erhielten von dem Bundesland, für das sie antraten (Sachsen-Anhalt) 10 von 12 möglichen Punkten. Anfang März 2009 löste sich die Band auf Grund interner Unstimmigkeiten auf.

## Auszeichnungen
- Platz 1 beim Panikpreis-Wettbewerb 2008 der Udo-Lindenberg-Stiftung[6]